# Téterchen
Téterchen – miejscowość i gmina we Francji, w regionie Grand Est, w departamencie Mozela.
Według danych na rok 1990 gminę zamieszkiwały 703 osoby, a gęstość zaludnienia wynosiła 80 osób/km² (wśród 2335 gmin Lotaryngii Téterchen plasuje się na 481. miejscu pod względem liczby ludności, natomiast pod względem powierzchni na miejscu 683.).